# كازوهيكو يامازاكي
كازوهيكو يامازاكي (باليابانية: 山崎一彦؛ بالكانا: やまざき かずひこ) هو منافس ألعاب قوى ياباني، ولد في 10 مايو 1971 في سايتاما في اليابان.

## وصلات خارجية
- كازوهيكو يامازاكي على موقع الاتحاد الدولي لألعاب القوى (الإنجليزية)
- كازوهيكو يامازاكي على موقع اللجنة الأولمبية الدولية (الإنجليزية)
- كازوهيكو يامازاكي على موقع أوليمبيديا (الإنجليزية)